# Geranium umbelliforme
Geranium umbelliforme är en näveväxtart som beskrevs av Adrien René Franchet. Geranium umbelliforme ingår i släktet nävor, och familjen näveväxter. Inga underarter finns listade i Catalogue of Life.